# Maria Kirillovna da Rússia
Maria Kirillovna da Rússia (Coburgo, 2 de fevereiro de 1907 – Madrid, 25 de outubro de 1951) foi a filha mais velha do grão-duque Cyril Vladimirovich da Rússia e da sua esposa, a grã-duquesa Vitória Feodorovna. Nasceu em Coburgo, quando os seus pais estavam exilados devido ao seu casamento que não tinha sido aprovado pelo czar Nicolau II da Rússia. Normalmente ela era chamada de "Marie", a forma francesa do seu nome, ou então pela sua alcunha russa, "Masha". A família regressou à Rússia pouco antes da Primeira Guerra Mundial, mas foi forçada a fugir após o rebentar da Revolução Russa de 1917.

## Biografia

### Primeiros Anos

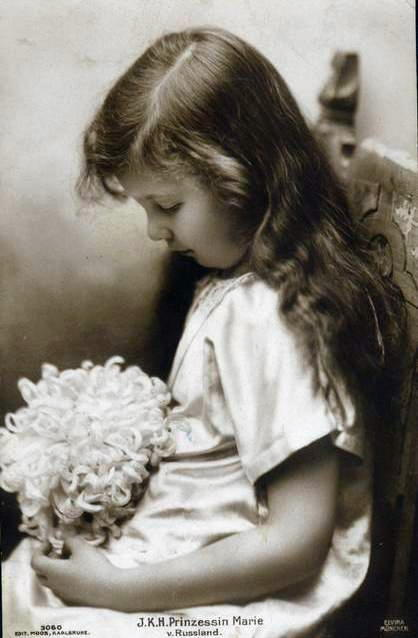
A grã-duquesa Maria Kirillovna da Rússia na infância.

Maria foi criada entre Coburgo, Alemanha, e em Saint-Briac-sur-Mer, França. Nascida "Princesa Maria Kirillovna da Rússia", seu pai lhe concedeu o título de "Grã-Duquesa da Rússia" com o estilo de tratamento de "Sua Alteza Imperial" quando se declarou "Guardião do Trono Russo" em 1921. Quando criança, Maria tinha cabelos e olhos escuros, e tinha o semblante similar ao da avó materna, a grã-duquesa Maria Alexandrovna da Rússia, com um rosto largo e redondo e uma tendência a estar acima do peso e a parecer mais velha do que sua idade real quando ainda era uma adolescente. Ela foi descrita como "tímida e fácil de lidar".
Em 1922, quando tinha quinze anos, a "determinada Maria" visitou sua tia, a rainha Maria da Romênia, e flertou com o genro de uma dama de companhia da corte romena. Sua prima de treze anos, a princesa Ileana da Romênia, espalhou rumores sobre o flerte quando Maria voltou para casa, resultando em relações tensas entre Maria da Romênia e a mãe de Maria, Vitória. O conflito acabou sendo amenizado.

### Casamento
Em 24 de fevereiro de 1925, Maria ficou noiva de um príncipe relativamente menor, Frederico Carlos (13 de fevereiro de 1898 – 2 de agosto de 1946), o príncipe herdeiro de Leiningen. Vitória Melita estava ao lado da filha quando ela deu à luz o seu primeiro filho, Emich Karl, em 1926. Também participou nos subsequentes nascimentos dos netos. Maria teve ao todo sete filhos, um dos quais morreu ainda na infância durante a Segunda Guerra Mundial. O seu marido foi forçado a juntar-se ao exército alemão e foi feito prisioneiro pelos soviéticos no final da guerra. Acabaria por morrer de fome num campo de concentração russo em 1946. Maria, deixada com pouco dinheiro, fez os possíveis para cuidar dos seus seis filhos. Ela morreu apenas cinco anos depois do marido, em Madrid, aos 44 anos, de ataque cardíaco.
Maria teve sete filhos:
- Emich Kirill Ferdinand Hermann (18 de outubro de 1926 – 30 de outubro de 1991); casou-se com a duquesa Eilika de Oldenburg em 10 de agosto de 1950. Eles têm quatro filhos
- Karl Vladimir Ernst Heinrich (2 de janeiro de 1928 – 28 de setembro de 1990); casou-se com a princesa Maria Luísa da Bulgária em 20 de fevereiro de 1957 e eles se divorciaram em 4 de dezembro de 1968. Eles têm dois filhos.
- Kira Melita Feodora Marie Victoria Alexandra (18 de julho de 1930 – 24 de setembro de 2005); casada com o príncipe André da Jugoslávia
- Margarita Ileana Victoria (9 de maio de 1932 - 16 de junho de 1994) casou-se com Frederick William, Príncipe de Hohenzollern, em 5 de janeiro de 1951. Eles têm três filhos.
- Mechtilde Alexandra (n. 2 de janeiro de 1936)
- Friedrich Wilhelm Berthold (18 de junho de 1938 – 29 de agosto de 1998)
- Peter Victor (23 de dezembro de 1942 – 12 de janeiro de 1943)